# Да Силва Брага, Рикарду Филипе
Рикарду Филипе да Силва Брага (порт. Ricardo Filipe da Silva Braga; 3 сентября 1985, Гондомар, Португалия), более известный как Рикардинью (порт. Ricardinho) — португальский мини-футболист. Нападающий латвийского клуба «Рига ФК» и сборной Португалии.

## Биография
Рикардинью начинал играть в футбол, впоследствии перешёл в мини-футбол. Поиграв за «Грамиденсе» и «Мирамар», в 2005 году он стал игроком лиссабонской «Бенфики». За пять лет игры в ней он стал трёхкратным чемпионом Португалии, двукратным обладателем национального кубка и суперкубка. В 2010 году португальская команда стала обладателем Кубка УЕФА по мини-футболу, а Рикардиньо был важной её частью. В частности, на его счету два гола в полуфинале в ворота итальянского «Лупаренсе».
Ещё до выигрыша еврокубка появилась новость о переходе Рикардинью в японский клуб «Нагоя Оушенс» по окончании сезона. Осенью 2010 года португалец дебютировал в японской лиге, а по итогам сезона стал чемпионом Японии. Вскоре после этого он на правах аренды перешёл в российский ЦСКА. Однако за московский клуб он провёл всего 12 матчей (8 в чемпионате и 4 в кубке). В результате чего он высказал желание покинуть клуб и вернулся в «Бенфику».
Рикардинью является важной частью сборной Португалии по мини-футболу. Первым его крупным турниром в составе национальной команды стал домашний чемпионат Европы 2007 года. Португалия заняла на нём четвёртое место, а Рикардинью отметился четырьмя забитыми мячами и был признан лучшим игроком турнира. Следующее европейское первенство, на котором португальцы выиграли серебряные медали, он пропустил из-за травмы.
В 2013 году Рикардинью подписал контракт с испанским клубом «Интер Мовистар». 
В 2020 стал игроком французского клуба «АЦЦС Аньер-Вильнёв». Клуб выиграл чемпионат Франции 2020/21, но в следующем сезоне выступал во втором дивизионе французского первенства. Рикардинью, однако, клуб не покинул, в отличие от нескольких легионеров, и выиграл турнир. После отстранения «Тюмени» от участия в Финале Четырёх Лиги чемпионов 2021/22 «АЦЦС» вышел в данный раунд соревнований, где занял 4 место.
В 2023 году перешёл в латвийский клуб Рига ФК, в составе которого стал чемпионом Латвии и вышел в Элитный раунд Лиги чемпионов. Таким образом, Рикардинью стал чемпионом национальных соревнований в 5 странах.
В 2024 году подписал контракт с итальянским «Экосити Дженцано» в надежде на чемпионство в 6 стране, однако в самом начале 2025 года покинул клуб.

## Достижения

### Командные
- Победитель Лиги чемпионов УЕФА (3): 2009/10, 2016/17, 2017/18
- Чемпион Португалии (5): 2004/05, 2006/07, 2007/08, 2008/09, 2011/12
- Обладатель Кубка Португалии (4): 2004/05, 2006/07, 2008/09, 2011/12
- Обладатель Суперкубка Португалии (3): 2006, 2007, 2009
- Чемпион Японии (2): 2010/11, 2012/13
- Чемпион Испании (6): 2013/14, 2014/15, 2015/16, 2016/17, 2017/18, 2019/20
- Чемпион Франции (1): 2020/21
- Победитель 2 дивизиона Чемпионата Франции (1): 2021/22
- Чемпион Латвии (1): 2023/24
- Обладатель Кубка Испании (3): 2014, 2016, 2017
- Обладатель Королевского кубка Испании: 2014/15
- Обладатель Суперкубка Испании (3): 2015, 2017, 2018
- Чемпион Европы: 2018
- Чемпион мира: 2021

### Личные
- Лучший игрок мира (6): 2010, 2014, 2015, 2016, 2017, 2018
- Лучший игрок Чемпионата Европы (2): 2007, 2018
- Лучший бомбардир Чемпионата Европы (2): 2016, 2018
- Лучший бомбардир Чемпионата мира: 2016